# 마저리 로드

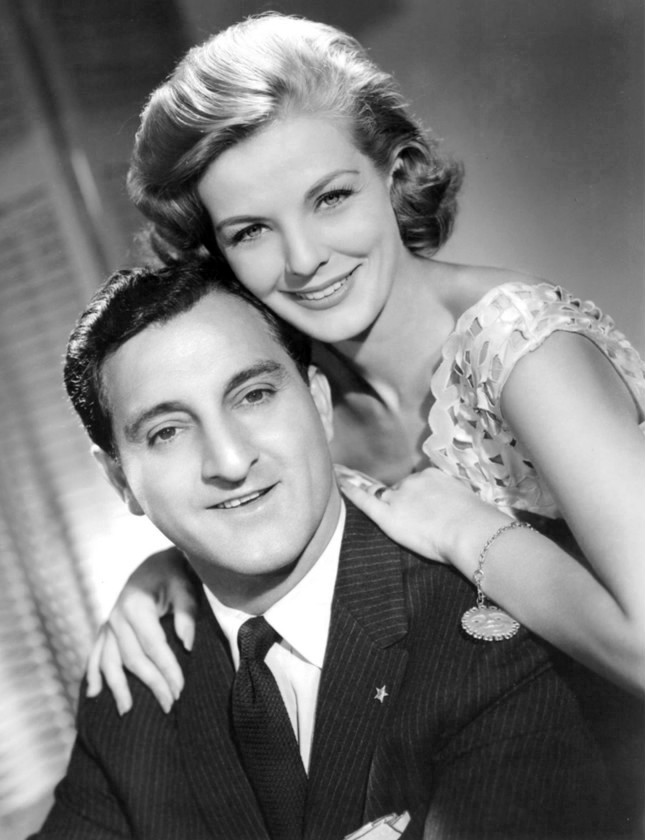

마저리 로드(Marjorie Lord, 1918년 7월 26일 ~ 2015년 11월 28일)는 미국의 연극 배우, 영화배우, 텔레비전 배우이다.
로드는 캘리포니아주 샌프란시스코에서 릴리안 로잘리(본명 에드거)와 조지 찰스 울렌버그의 딸로 태어났다. 어린 시절에는 발레 무용수였고 아버지는 화장품 회사 경영자였다. 그녀의 가족은 그녀가 15살 때 뉴욕으로 이사했다.

## 영화
- 사이드 바이 사이드 (1988년)
- 사랑의 해적 (1978년)
- 포트 오브 헬 (1954년)
- 론 레인저 - 49년 시리즈 (1949년)
- 셴티타운 (1943년)